# Guillaume Tell (série télévisée, 1987)
Cet article concerne la série télévisée de 1987. Pour la série télévisée de 1958, voir Guillaume Tell (série télévisée, 1958).
Pour les articles homonymes, voir Crossbow.
Guillaume Tell (Crossbow) est une série télévisée en coproduction britannique-américaine-française en 72 épisodes de 26 minutes, créée d'après le héros légendaire de Guillaume Tell et dont seulement 48 épisodes ont été diffusés entre le 30 août 1987 et le 11 février 1989 sur CBN, devenu The Family Channel en 1988.
En France, la série a été diffusée à partir du 2 octobre 1988 sur FR3.

## Synopsis
Cette série met en scène les aventures, au XIVe siècle, du célèbre Guillaume Tell.

## Distribution
- Will Lyman : Guillaume Tell
- Jeremy Clyde : Hermann Gessler
- Nick Brimble : Horst
- John Otway : Conrad
- David Barry Gray : Matthew Tell
- Hans Meyer : Tyrrol
- Dana Barron : Eleanor (60 épisodes)
- Guy Rolfe : The Emperor (49 épisodes)
- Bertie Cortez : Ambrose (saisons 1 et 2)
- Bernard Spiegel : Weevil (saisons 1 et 2)

## Épisodes

### Première saison (1987-1988)
1. Le Banquet (The Banquet)
2. Le Prisonnier (The Prisoner)
3. La Ferme d'Isabelle (The Little Soldier)
4. La Caverne (The Scavengers)
5. La Réunion (Reunion)
6. Albion (Albion)
7. Le Couvent (Sanctuary)
8. Les Ducs de Zharinghen (The Dukes of Zharinghen)
9. Le Tournoi (The Bet)
10. L'Étalon blanc (The Stallion)
11. L'Imposteur (The Impostor)
12. Le Col (The Pass)
13. La Mésalliance (Misalliance)
14. Le Magicien (The Alchemist)
15. Les Possédés (Possessed!)
16. Le Maure 1ère Partie (The Moor - Part 1)
17. Le Maure 2ème Partie (The Moor - Part 2)
18. Les Quatre Cavaliers (The Four Horsemen)
19. La Citadelle (The Citadel)
20. La Princesse (The Princess)
21. Lotus (Lotus)
22. Le Médecin (The Physician)
23. La Poupée (The Handmaiden)
24. Renaissance (The Rebirth)

### Deuxième saison (1988-1989)
1. Le Cauchemar (Nightmare)
2. Le Bébé (Birthright)
3. Les Génies de la terre (Trolls)
4. La Vengeance (Nemesis)
5. La Mine (The Pit)
6. Le Rocher (The Rock). Diffusion en France : le 10 octobre 1988 sur FR3
7. La Prise du château Tanner (The Taking of Castle Tanner)
8. La Peur (Fear)
9. L'Empereur 1 ère partie (The Emperor - Part 1)
10. L'Empereur 2 ème partie (The Emperor - Part 2)
11. Le Croisé perdu (The Lost Crusader)
12. Le Dragon (Exit the Dragon)
13. Les Comédiens (Actors)
14. Drôles de moines (Seekers of the Soul)
15. Le Grand Projet (Masterplan)
16. Madame la baronne (Ladyship)
17. La Terre promise (The Promised Land)
18. Le Rejet (Rejection)
19. Le Message (Message to Geneva)
20. Les Électeurs (The Electors)
21. L'Inquisiteur (The Inquisitor)
22. Le Pardon (Amnesty)
23. Les Frères de sang (Blood Brothers)
24. La Trahison (Betrayal)

### Troisième saison (1989)
1. Le Contact (The Touch)
2. La Quête (Spirit of Rebellion)
3. L'Insurrection (Insurrection)
4. Le Double (Doppelganger)
5. Le Bandit de grand chemin (Trail Break)
6. La Mission (The Mission)
7. Les Frères siamois (The Bounty Twins)
8. Les Dieux (The Gods)
9. Les Cavaliers fantômes (Gansari's Zombies)
10. L'Ombre (The Shadow)
11. Gorian l'araignée (Gorian the Spider)
12. Les Beas (Forbidden Fruit)
13. La Cité perdue (The Lost City)
14. Le Pont (The Bridge)
15. Le chevalier d'argent (Silver Rider)
16. Les enfants (The Children)
17. Le Magicien (The Magician)
18. Les chariots de feu (The Wind Wagon)
19. Boucles d'or (Goldilocks)
20. L'Amazone (Amazon)
21. Les Chasseurs de têtes (Head Hunters)
22. Terre interdite (Forbidden Land)
23. Moment de vérité 1ère partie (The Moment of Truth - Part 1)
24. Moment de vérité 2ème partie (The Moment of Truth - Part 2)

## Tournage
Les tournages ont eu lieu en Auvergne notamment dans la Haute-Loire et en Dordogne. Puis une partie du tournage s'est effectuée en Lozère.
Certaines scènes ont été tournées en Savoie, dans les châteaux de Miolans et d'Epierre, ainsi qu'en Isère, dans le château de Virieu.
Une partie du tournage a aussi eu lieu dans l'Ain, avec, entre autres, des prises de vue dans la Cité médiévale de Pérouges et ses abords.

## DVD
- France :

La série est sortie dans son intégralité en France.
- Guillaume Tell, coffret 1 (Coffret 4 DVD-5) sorti le 10 février 2011 édité et distribué par LCJ éditions. Le ratio écran est en 1.33:1 plein écran 4:3. L'audio est uniquement en Français sans sous-titres. En suppléments : filmographies des acteurs et le dossier de presse de la série. Les 18 premiers épisodes (1-18) sont présents dans le coffret. Il s'agit d'une édition Zone 2 Pal[3].
- Guillaume Tell, coffret 2 (Coffret 4 DVD-5) sorti le 5 mai 2011 édité et distribué par LCJ éditions. Le ratio écran est en 1.33:1 plein écran 4:3. L'audio est uniquement en Français sans sous-titres. En suppléments : filmographies des acteurs et le dossier de presse de la série. Les 18 épisodes suivants (19-36) sont présents dans le coffret. Il s'agit d'une édition Zone 2 Pal[4].
- Guillaume Tell, coffret 3 (Coffret 4 DVD-5) sorti le 20 février 2012 édité et distribué par LCJ éditions. Le ratio écran est en 1.33:1 plein écran 4:3. L'audio est uniquement en Français sans sous-titres. Pas de bonus. Les 18 épisodes suivants (37-54) sont présents dans le coffret. Il s'agit d'une édition Zone 2 Pal[5].
- Guillaume Tell, coffret 4 (Coffret 4 DVD-5) sorti le 4 octobre 2012 édité et distribué par LCJ éditions. Le ratio écran est en 1.33:1 plein écran 4:3. L'audio est uniquement en Français sans sous-titres. Pas de bonus. Les 18 derniers épisodes (55-72) sont présents dans le coffret. Il s'agit d'une édition Zone 2 Pal[6].

- États-Unis :

La série est disponible dans son intégralité aux États-Unis.
- Crossbow, the complete series (Coffret 6 DVD-9) sorti le 13 mars 2018 édité et distribué par Mill Creek Entertainment. Le ratio écran est en 1.33:1 plein écran 4:3. L'audio est uniquement en Anglais sans sous-titres. L'intégralité des 72 épisodes est présente. Il s'agit d'une édition Zone 1 NTSC[7].